# Storia della Campania

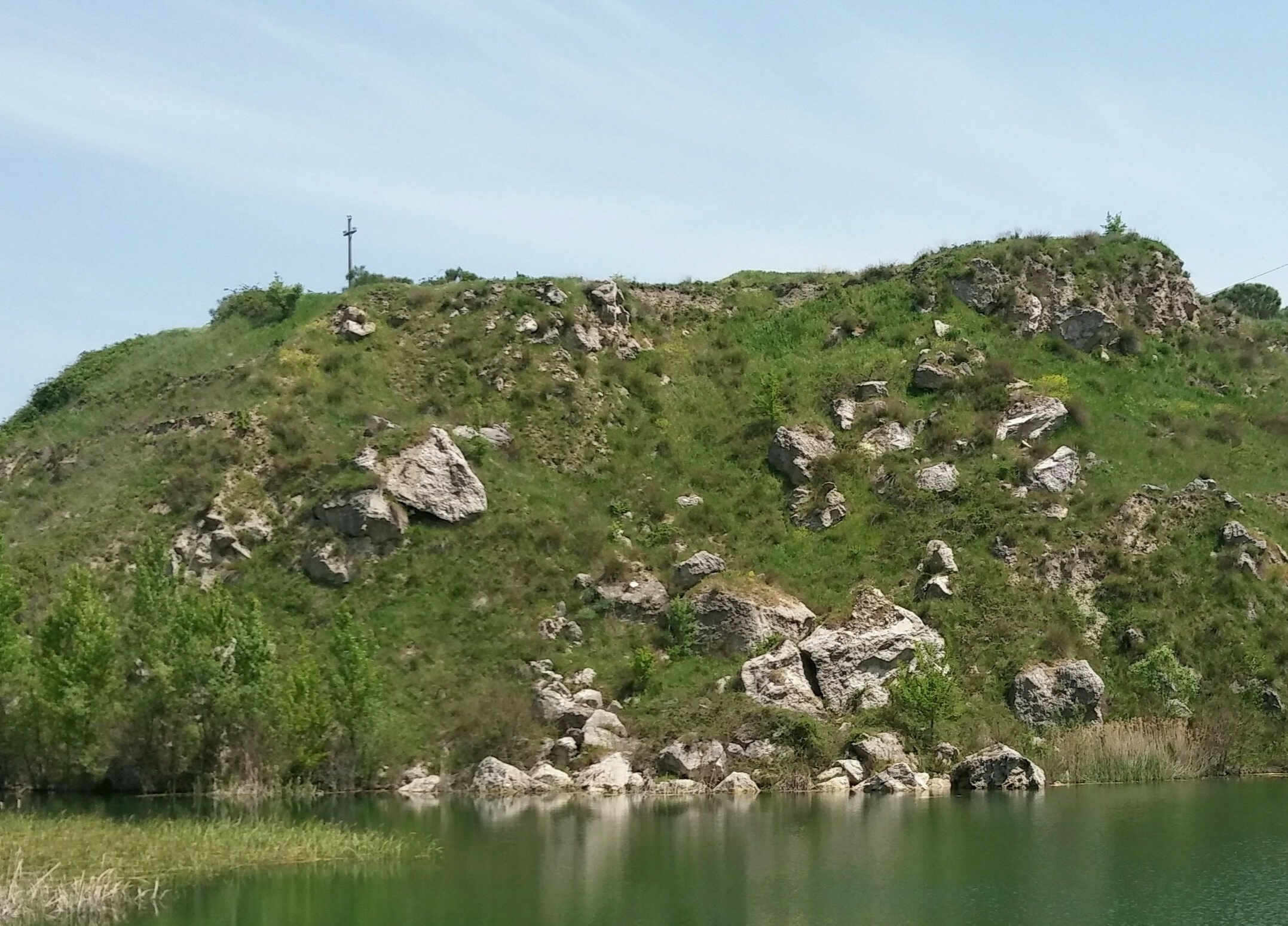
La rupe de La Starza, presso Ariano Irpino; vi si ritrovano le vestigia del più antico centro abitato della Campania.

La Campania è una regione italiana ricca di eredità storica. Vi si possono trovare resti preistorici, sanniti, romani, greci, normanni oltre che di svariate altre culture. La regione fu infatti assai popolata fin dall'antichità per via delle favorevoli condizioni climatiche-ambientali, oltre che per la sua importanza nei traffici commerciali.

## Antichità

### In epoca antica
In seguito ad alcuni scavi archeologici, si è capito che la regione venne popolata già 70 000 anni fa. In quell'epoca gli Appennini erano ricoperti di fitte foreste dove gli uomini si recavano per cacciare e raccogliere i frutti del bosco, poiché non erano in grado di coltivare piante né di allevare animali. Al Paleolitico medio, ossia all'epoca dell'uomo di Neandertal, risalgono infatti le selci lavorate e scheggiate (forse usate come coltelli o raschiatoi) che emergono in talune aree appenniniche e in particolare sull'altipiano della sella di Ariano, nei cui pressi è stato anche rinvenuto il villaggio neolitico de La Starza, il più antico insediamento stabile della regione, nonché una delle più antiche comunità neolitiche europee.
Nell'attuale territorio di Poggiomarino sono state rinvenute tracce di insediamenti dei Sarrasti, un popolo di origine osca, risalenti invece alla media età del Bronzo (2000–1750 a.C.) fino agli inizi del VI sec.a.C. Il villaggio era costruito su una rete di isolotti artificiali poggiati su palafitte. Gli isolotti erano circondati da canali navigabili nei quali i Sarrasti si spostavano grazie all'utilizzo di apposite imbarcazioni lunghe e strette.

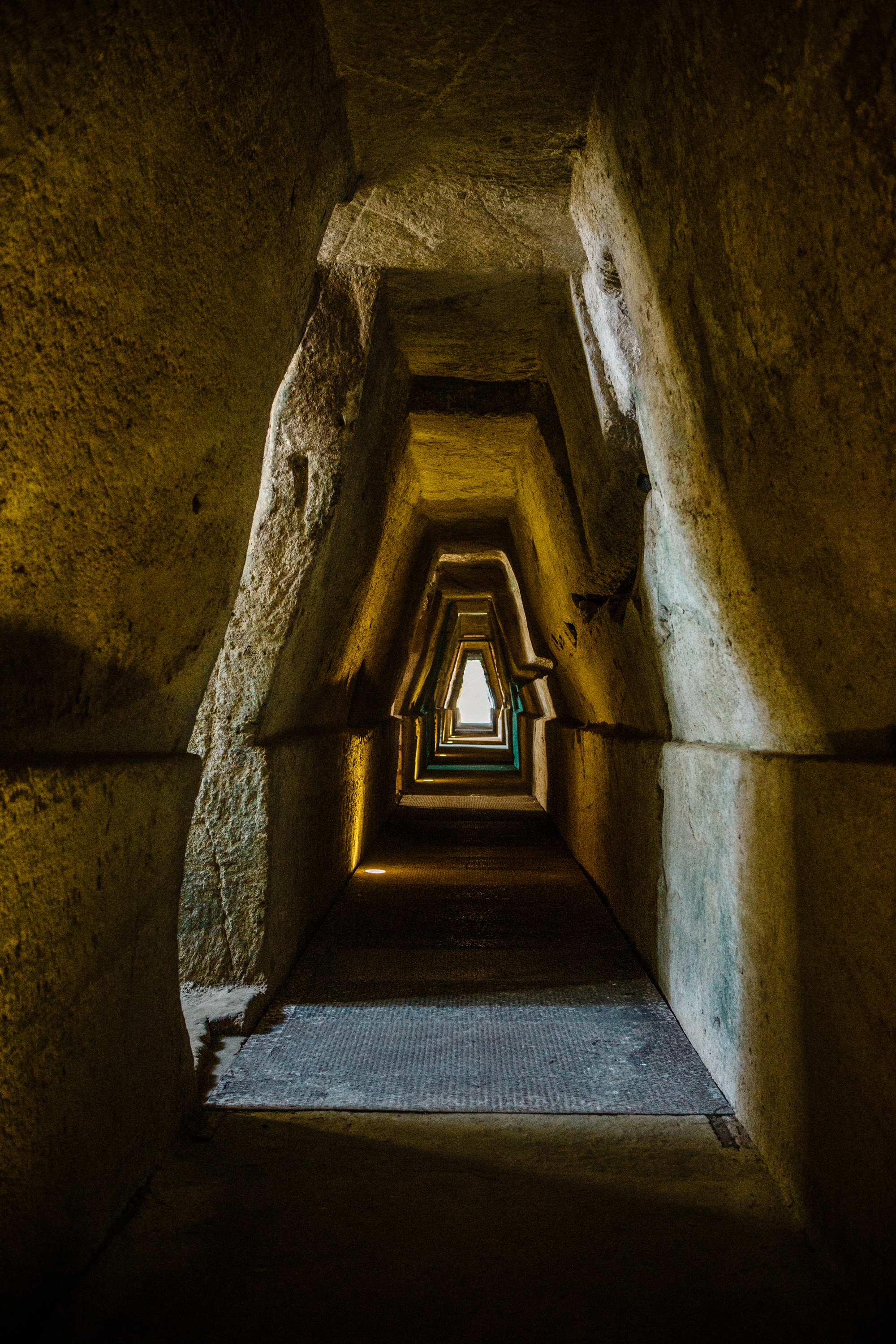
Antro della Sibilla

Nell'antichità, soprattutto tra i Greci, era diffusa l'idea che le Sibille fossero delle donne capaci di leggere il futuro. A Cuma vi era la famosa Sibilla Cumana, che, per dare risposta a coloro che volevano sapere il loro futuro, scriveva una parola per volta del suo responso su delle foglie e poi le gettava al vento. Allora colui che aveva fatto la domanda doveva raccoglierle e interpretare il responso della sibilla. L'antro, un nascondiglio di 131 metri scavato nella roccia, venne costruito dai Greci nel V secolo a.C.

### Greci
Nella seconda metà dell'VIII secolo a.C. in Campania arrivarono i Greci che vi fondarono fiorenti colonie o, più semplicemente, ampliarono insediamenti già esistenti. A Ischia fondarono Pithecusa, sulla costa della penisola Cuma, Ercolano, Pompei, Partenope (l'odierna Napoli) e Posidonia, che in epoca romana diverrà Paestum.

### Etruschi, Sanniti e Lucani
Mentre in alcuni tratti della costa si sviluppava la civiltà greca, nelle vaste pianure dell'Agro campano vi fu l'insediamento degli Etruschi. In breve tempo costituirono una federazione di città detta Dodecapoli, che aveva come capitale Capua.
La zona collinare e montuosa della regione fu occupata dai Sanniti sin dall'VIII secolo a.C. In particolare, sul territorio erano stanziate tre delle quattro tribù sannitiche: i Pentri (presenti anche in Molise), i Caudini e gli Irpini.
Le colonie greche del sud della Campania furono poi conquistate dai Lucani, una popolazione affine ai Sanniti-Irpini. Caso celebre è Paestum, che da Poseidonia assunse il nome di Paistom.

### Romani

Gli ultimi giorni di Pompei nel 79, in un dipinto di Karl Brjullov

Tra il IV e il III secolo a.C. la Campania venne conquistata dai Romani e conobbe uno dei periodi più fiorenti della sua storia. Tra gli esempi eccellenti di questo impero in Campania sono le fornaci romane di Eboli, alcune delle pochissime in Italia risalenti all'insediamento Romano. Nel 79 d.C. avvenne la famosa eruzione del Vesuvio sopra Pompei ed Ercolano, dove tra la popolazione morì lo scrittore Plinio il Vecchio; l'eruzione verrà raccontata dal nipote Plinio il Giovane e per secoli rimarrà nell'immaginario collettivo, specialmente dopo la riscoperta della città sepolta nel XVIII secolo.

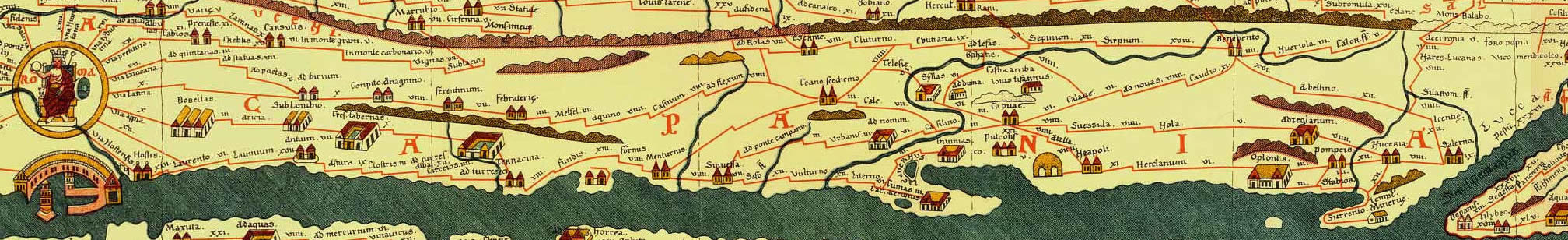
La Campania antica nella Tabula Peutingeriana

La provincia romana, istituita nel 7 a.C. da Augusto assieme al Lazio, era governata da magistrati detti correctores, a cui erano subordinate le magistrature dei municipia e delle curiae; dal 324 d.C. venne governata dai consulares; per brevi periodo essa venne però amministrata da proconsoli. La Campania divenne per breve tempo nel 378 sotto Graziano "provincia consolare" nel tentativo di frenare tendenze scissioniste in campo religioso, affidando governatori ortodossi che avevano un'ampia gamma di potere di intervenire in questioni di capillare importanza. Verso la metà del IV secolo d.C. le dimensioni della provincia vennero ridotte, il Samnium fino ad allora faceva parte della Campania, e venne scorporato per forma re una regione a sé. L'istituzione della nuova provincia del Samnium sarebbe avvenuta nel 346 o 352 d.C., dopo un terremoto del 346 che distrusse molte città. In quel tempo la provincia era molto produttiva ed era uno dei principali territori a rifornire di grano Roma, nonché di produzione vinicola.
Nel 395 per decreto dell'imperatore Onorio 528,042 iugeri di terreno incolto vennero esentati dalla tassazione, una riforma voluta da Teodosio e realizzata dal figlio; in questo modo vennero sgravate dalla tassazione le aree meno produttive. Alle difficoltà economiche si aggiunsero le incursioni dei barbari, che portarono man mano alla disgregazione delle strutture economiche e amministrative. Nel 410 i Goti di Alarico perpetrarono il sacco di Roma, saccheggiando anche la Campania, tentando invano di espugnare Napoli. Nel 413 Onorio concesse 5 anni di esenzione dalle tasse della provincia, dati i danni subiti; tuttavia ciò non servì a risollevare le sorti economiche del territorio, che subì altre invasioni dai Vandali e l'eruzione del Vesuvio del 472.
Nel 476 cadde l'Impero Romano d'Occidente, e l'imperatore Romolo Augusto fu imprigionato dal generale barbaro Odoacre nel Castrum Lucullanum a Napoli, dove morì nel 511.

## Medioevo

### Dalle invasioni barbariche al Ducato di Benevento

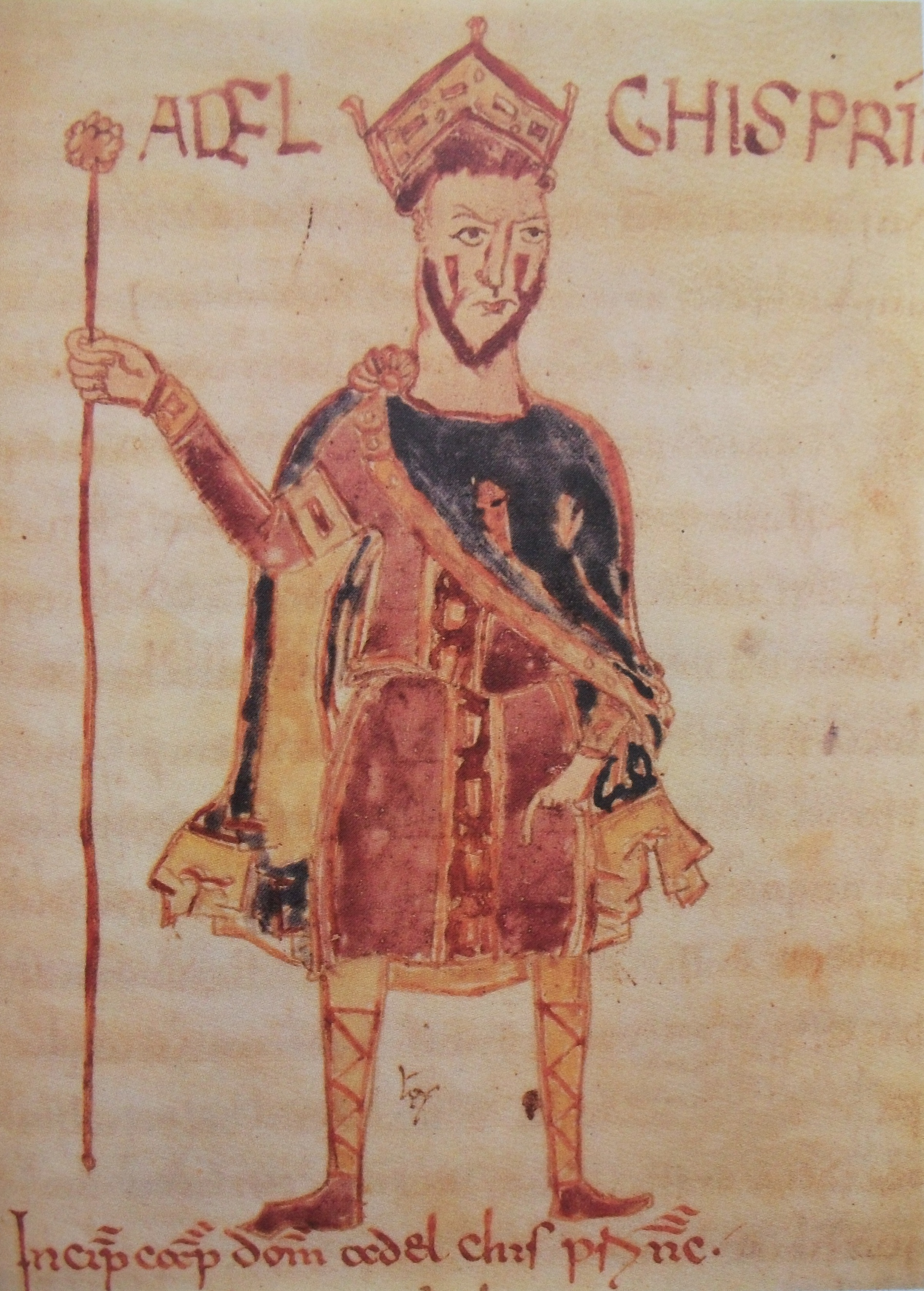
Il duca Adelchi di Benevento

Il Ducato di Benevento nell'851 d.C alla sua massima estensione.

Tra il 535 e il 553 l'Italia fu invasa dall'esercito romano-orientale dei Bizantini, condotto dal generale Belisario, che nel 536 occupò Napoli e l'intera Campania, per poi risalire verso Roma. La Campania dunque tornò a essere una provincia, ma dell'Impero Romano d'Oriente di Bisanzio. Qualche anno dopo il re dei Goti Totila sconfisse Belisario e conquistò la Campania, ma si tratto di un'azione effimera; perché fu ucciso dal generale bizantino Narsete, riuscendo a imporre definitivamente il controllo bizantino in Italia meridionale.
Dopo la distruzione di molte città, la Campania fece fatica a riprendersi: i senatori, accusati di essere filo bizantini, furono privati da Totila dei loro averi e molti morirono d'inedia, e molta gente emigrò a Costantinopoli. L'eccessivo fiscalismo bizantino portò la popolazione di Roma a lamentarsi di Narsete di fronte all'imperatore bizantino Giustino II. Con la rimozione dall'incarico di Narsete, fu favorita la discesa dei Longobardi in Italia meridionale, che già stavano conquistando il nord nel 568.
L'interno campano, soprattutto il territorio di Benevento, fu popolato da federati longobardi fin dalla prima guerra gotica; Narsete infatti, riconoscente nei loro confronti per averlo aiutato nel vincere i Goti, permise loro di insediarsi nella zona beneventana con funzione di difesa; questo costituì il nucleo primitivo del Ducato di Benevento, il cui primo duca fu Zottone. Dopo la sconfitta imperiale inflitta dai Longobardi al bizantino Badurario, Zottone si rese indipendente da Bisanzio e fondò il ducato longobardo nel 571, che divenne campo dello stato di Langobardia Minor, ossia buona parte del meridione italiano. Le città campane vennero ricostruite e fortificate, e grande importanza assunsero Benevento e specialmente Salerno; intorno al 584 l'imperatore d'Oriente Maurizio (582-602) trasformò la prefettura in esarcato. Il governatore d'Italia veniva detto "esarca" e rappresentava la massima autorità civile e militare del territorio governato. Per quanto riguarda la Campania bizantina, a uno Iudex Provinciae venne affiancato il dux designato dall'esarca.
Il ducato beneventano arrivò invece a comandare oltre a gran parte della Campania odierna anche i territori dell'Abruzzo, del Molise, della Puglia, della Lucania e Calabria.

### I Principati di Capua e Salerno

Il sud italia dopo la spartizione del Ducato di Benevento e la nascita del Principato di Salerno

Il Principato di Salerno raggiunge la sua massima estensione tra il 1039 e il 1047 con Guaimario IV

Capua fu devastata dai Goti e dai Vandali, diventando infine una contea del Ducato di Benevento; nel corso di una lotta di successione nel ducato una banda di saraceni, assoldata da Radelchi I di Benevento e comandata dal berbero Khalfun emiro di Bari saccheggiò e distrusse la città nell'841, costringendo la popolazione alla fuga. La popolazione dapprima si rifugiò presso il fiume Volturno nel porto romano di Casilinum, dove fu costituita la Nuova Capua, ossia l'attuale Capua, in contrasto con la città antica chiamata poi Santa Maria Capua Vetere.
Nell'899 il conte Atenolfo I conquistò Benevento proclamandola inseparabile giuridicamente da Capua, e nell'anno successivo ottenne il titolo di Principe di Capua, elevando così il suo feudo; introdusse la co-reggenza, concetto per il quale i figli erano associati al governo dei padri. Il Principato Capuano divenne ben presto uno stato autonomo all'interno del Sacro Romano Impero costituito da Carlo Magno, estendendosi per tutta la "Terra di Lavoro", che comprendeva ampie parti anche dell'isernino e del Volturno molisano. I suoi confini si estesero fino a Napoli e Montecassino.
Alla fine del X secolo Capua raggiunse il suo apogeo, il principe Pandolfo I Testadiferro con la conquista del Principato di Salerno (978) riunificò i domini d'Italia longobarda meridionale, e aiutando il papa Giovanni XIII esule nel 966, ottenne l'elevazione a "metropolia" per la Chiesa Capuana. Tuttavia la pressione dei Normanni incominciò a farsi più presente, scendendo in Italia da nord, e nel 1059 conquistarono il principato.
Il principato di Salerno nacque nell'851 con Siconolfo di Salerno. La controversia tra lui e Radelchi I di Benevento rendeva pericolosamente instabile l'equilibrio del Mezzogiorno e suscitava preoccupazioni da parte del re d'Italia Ludovico, che nell'846 scese in Italia per pacificare le due parti. Nell'849 Radelchi riconobbe a Siconolfo il possesso della costiera del ducato beneventano, affacciata sul Mar Tirreno. Così nell'851 la Langobardia Minor fu divisa in due tronconi capeggiati da Benevento e Salerno. Il principato si spartì il potere della costa con la Repubblica di Amalfi, fino all'avvento dei Normanni, che annetterono il principato.

### Napoli, dal Ducato al Regno

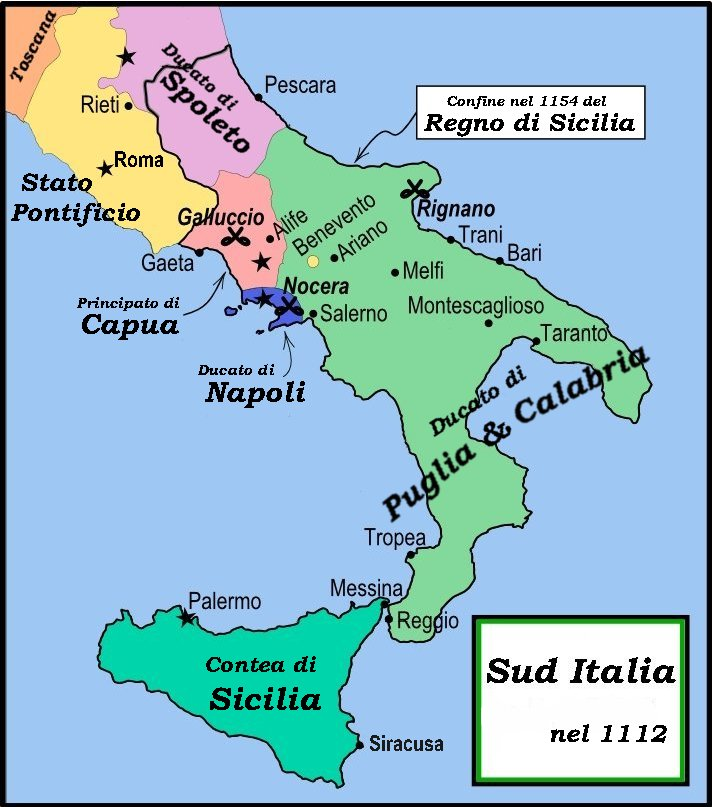
Il sud Italia nel 1112

Il patriziato napoletano dell'epoca ducale era rappresentato dalle cosiddette "famiglia magnatizie", iscritte ai sedili della città medievale: tra di esse v'erano i Capece, i Ferrario, i De Mellusio, i Piscitelli, i Pappansogna, i Boccia, i De Gennaro, i Russo e i Morfisa. La data di nascita del ducato è incerta; se è vero che in città vi era un dux fin dalla guerra gotica (Conone di Belisario), è altrettanto vero che all'inizio aveva solo poteri militari con l'autorità civile dello Iudex Campaniae. Solo nel 638 il ducato ebbe autorità civile e militare, con il potere al duca nominato dall'imperatore e sottoposto prima all'esarca di Ravenna e dopo allo stratega di Sicilia. Nel 661 Costante II nominò duca Basilio, e fu il primo passo verso la formazione di uno stato indipendente da Bisanzio. Nel 763 il duca Stefano II di Napoli coniò monete locali con l'effigie del patrono e proprio monogramma. Secondo alcuni storici risale ad allora l'autonomia piena del ducato, che però dovette sempre rispondere a Bisanzio. Nell'818 alla morte di Antimo, Napoli tornò per breve periodo sotto il potere bizantino, ma nell'821 Stefano III riacquistò il potere. A Palermo nell'831 si insediò la dinastia araba, e a Napoli incominciò una politica filo-musulmana in vista della proiezione più mediterranea che continentale del ducato. Nell'XI secolo Napoli era arrivata allo stremo delle forze, nelle continue guerre di territorio contro i ducati circostanti di Benevento, Salerno, Gaeta, Sorrento e Capua, e nel 1137 fu assoggettata al dominio normanno.
Il Regno di Napoli vero e proprio fu istituito nel 1302 da Carlo II d'Angiò con la pace di Caltabellotta, dopo che Napoli aveva fatto parte del Regno di Sicilia voluto dal normanno Ruggero II d'Altavilla nel 1139- Il regno siciliano fu diviso in due parti: Regnum Siciliae citra Paharum e Regnum Siciliae ultra Pharum. Il regno, come stato sovrano, vide una grande fioritura intellettuale, economica e civile sia sotto le varie dinastie degli D'Angiò francesi (dal 1282 al 1442), sia con la riconquista degli Aragonesi da Alfonso I d'Aragona (1442-1558), sia sotto il governo di un ramo cadetto dalla casata (1458-1501). La capitale del Regno era celebre per lo splendore della sua corte e il mecenatismo dei sovrani. Nel 1504 la Spagna unita sconfisse la Francia e il regno di Napoli, che fu da allora per dinasta un viceregno spagnolo, insieme a quello di Sicilia fino al 1707.

## Epoca moderna

### Il Viceregno spagnolo (1503-1734)

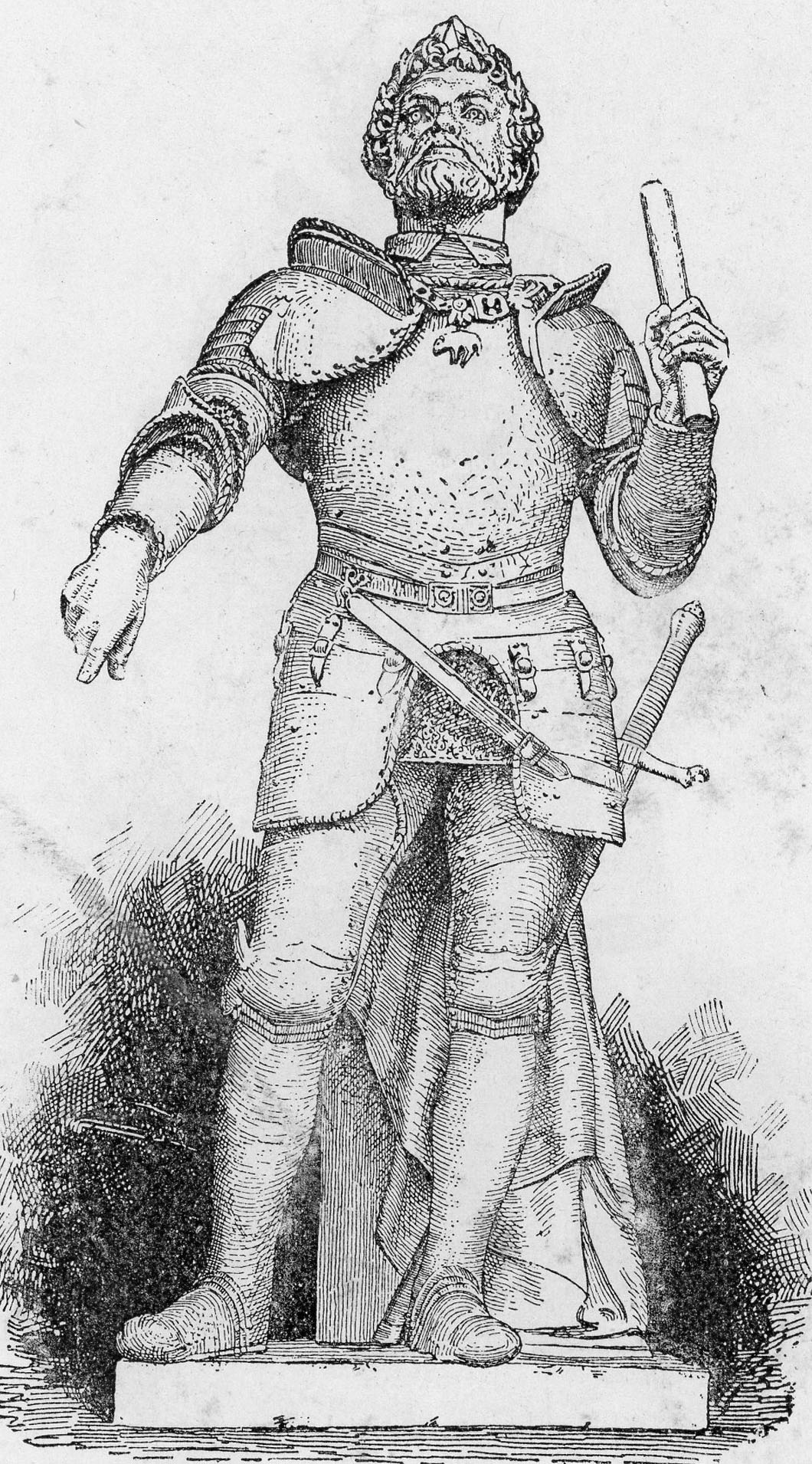
Statua di Carlo V di Spagna nel Palazzo Reale di Napoli

Nel 1503 gli spagnoli si impossessarono del Regno. I continui tentativi di conquista della Francia furono resi vani dalle vittorie di Consalvo de Cordoba, dalle campagne contro papa Paolo IV nel 1556 e infine a metà Seicento dalla pronta difesa contro i tentativi di sbarchi nel golfo napoletano. Il nuovo potere riuscì subito a domare il baronaggio con forza; gli spagnoli trovarono due partiti nelle terre napoletane: uno era composto dagli aragonesi piuttosto borghese e intellettuale, composto da uomini legati alla vecchia dinastia tra cui Iacopo Sannazzaro; questa fazione però perse il suo punto di riferimento con la morte di Ferdinando il Cattolico, e comparve ogni desiderio di indipendenza. L'altro partito era quello degli Angioini che per i primi tempi combatterono ancora al fianco dei francesi; in seguito però i suoi membri fecero parte con gli spagnoli che li utilizzarono per svolgere faccende di governo o di guerra secondari.
L'ultimo focolaio di ribellione risale alla guerra del Lautrec nel 1528 dove i Baroni si unirono all'esercito francese che stava assediando Napoli; alcuni di essi furono uccisi, mentre altri mandati in esilio. Alla fine nacque un sentimenti di fedeltà tra i napoletani della vecchia casta e i nuovi conquistatori, anche se non mancarono mai del tutto delle ribellioni, come nel 1547.
Tra la fine del Seicento e i primi anni del Settecento un'intensa crisi sismica sconquassò la regione, con tre gravi terremoti che si susseguirono nel volgere di un quindicennio. Il terremoto del Sannio del 1688, con epicentro a Cerreto Sannita e con una magnitudo 6.7 della scala Richter, provocò grosse distruzioni nell'area epicentrale, tanto che il paese di Cerreto Vecchia fu definitivamente abbandonato per la ricostruzione ex novo del centro abitato, attuato con un primo metodo di tecnica antisismica. Ben più devastante fu il terremoto dell'Irpinia del 1694 che provocò circa seimila morti in tutta la regione oltreché nella vicina Basilicata, causando perfino un maremoto nel golfo di Napoli. L'ultimo della serie fu il terremoto di Benevento del 1702 che, oltre a radere al suolo l'allora exclave dello Stato della Chiesa, colpì duramente anche il resto della Campania.
Nel 1707 molti Baroni corsero in aiuto di re Filippo V di Spagna, quando gli austriaci occuparono il regno; il rapporto si intensificò anche in ambito culturale, economico e sociale, avendo contatti con la Repubblica di Genova. Napoli divenne l'emporio che praticamente monopolizzava il movimento commerciale con il Mezzogiorno, di cui rappresentava di gran lunga il principale accesso. Essa stessa, per la sua dimensione demografica, era diventata un grande mercato di consumo e un centro ragguardevole di produzione artigiana, all'interno della quale prese un forte spicco l'arte della seta.
Nella capitale si raccoglievano pure la ricchezza e il risparmio del Sud, nonché un evoluto sistema bancario che metteva a disposizione del pubblico e del governo.

## Il Settecento e l'Ottocento: Repubblica Partenopea e Regno delle Due Sicilie

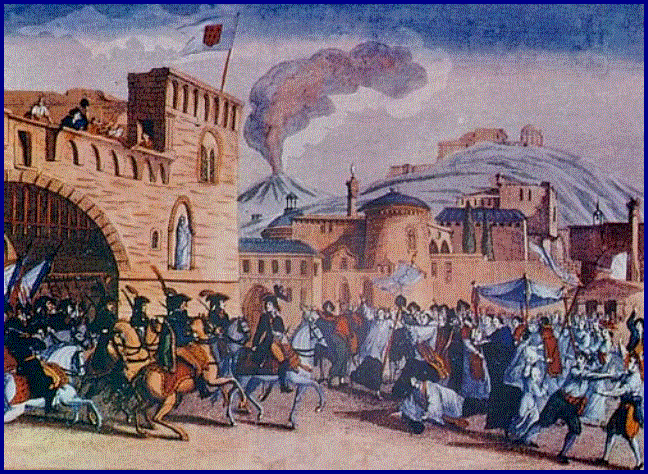
L'esercito francese di Championnet entra a Napoli

I fatti che portarono alla proclamazione della Repubblica Napoletana il 22 gennaio 1799 si iscrivono nel contesto della campagna napoleonica in Italia e nell'entusiasmo che essa generò negli ambienti democratici della penisola, che portò alle repubblica giacobine (Repubbliche sorelle), costituitesi tra il 1797 e il 1799 in Italia centro-settentrionale. All'origine degli eventi napoletani vi è l'occupazione francese nel 1798 di Roma, a cui i Borbone di Napoli reagirono stipulando un'alleanza con l'Austria che inviò il generale K. von Mack nella capitale, giungendo con le truppe borboniche il 23 novembre 1798 ed entrando poi nell'Urbe il 27. Tuttavia il rovescio militare seminò il panico tra i Borbone e il 21 dicembre il re fuggì dalla città a bordo di una nave inglese che lo avrebbe portato in Sicilia, mentre a Napoli rimase il vicario principe Pignatelli che l'11 gennaio 1799 stipulò una tregua coi i giacobini capitanati dal generale J.E. Championnet: alla notizia di ciò, le bande di popolani che dopo la fuga del re controllavano di fatto la città, insorsero inneggiando a San Gennaro e giurando morte ai giacobini, ma Championnet, assicuratosi il controllo di Castel Sant'Elmo dove penetrò il 20 gennaio coi patrioti, non si fece intimidire, cannoneggiando la città e causando 3000 morti. Il 23 gennaio i francesi ebbero il controllo della città e il 24 riconobbero ufficiale la Repubblica. Tra i primi atti emanati vi fu l'abolizione dei fedecommessi e delle primogeniture, mentre il problema della proprietà feudale rimase largamente inevaso. La Repubblica napoletana ebbe vita breve tra problemi finanziari e focolai insurrezionali. Ci furono rivolte in Calabria di stampo religioso, e anche gli inglesi occuparono l'isola di Procida. Una successiva offensiva austro-russa costrinse i francesi ad abbandonare Napoli nel maggio, cui seguì una repressione feroce con numerose condanne a morte.
La prima restaurazione borbonica ci fu dal 1799 al 1806, quando il governo passò nuovamente ai francesi sotto il controllo di Napoleone Bonaparte, che installò a Napoli Gioacchino Murat come re, la seconda avvenne con la caduta dell'imperatore francese.

Un anno dopo il congresso di Vienna, con il Trattato di Casalanza, il sovrano Borbone che prima d'allora assumeva in sé la corona napoletana come Ferdinando IV e quella siciliana come Ferdinando III, riunì in un'unica entità statuale il Regno di Napoli e quello di Sicilia attraverso la "Legge Fondamentale del Regno delle Due Sicilie dell'8 dicembre 1816". Inizialmente la capitale era Palermo, ma già nel 1817 si spostò a Napoli. Ciò determinò l'ostilità dei siciliani che, unitamente alle rivolte contro l'assolutismo monarchico, scatenarono i moti del 1820-21 e i moti del 1848, che coinvolsero la regione e furono repressi nel sangue.
In tale periodo vi furono anche delle eccellenze, come la prima ferrovia italiana, la prima illuminazione a gas in Italia, il primo ponte sospeso in ferro, la prima fabbrica di locomotive d'Italia, il Teatro San Carlo, la Reggia di Caserta, il Conservatorio di San Pietro a Majella e l'Albergo dei Poveri.

La regione fu colpita, come il resto d'Europa, da epidemie di colera che falcidiarono la popolazione del regno nel 1835-37 e nel 1854-55; in molti luoghi scoppiarono tumulti che in vari casi sfociarono in vere e proprie sommosse.

### Gli scavi di Pompei (1748)

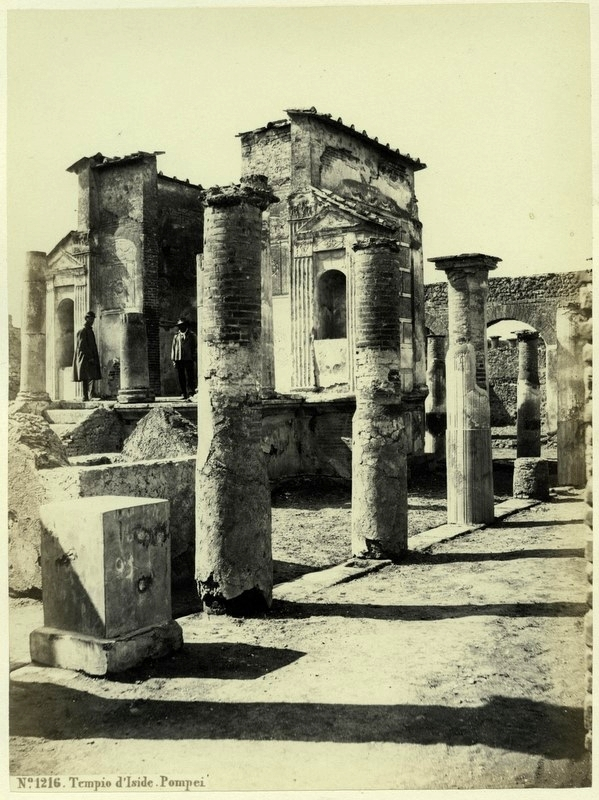
Foto ottocentesca del tempio di Iside.

La storia della riscoperta di Pompei incominciò definitivamente nel 1748, dopo sporadici ritrovamenti nei secoli passati dopo l'eruzione del 79 d.C.; sulla scia del ritrovamento della città sepolta di Ercolano, dove vennero rinvenuti edifici con pareti affrescate, numerosi oggetti e il corpo di una vittima. Il re Carlo di Borbone dette l'assenso all'apertura di una nuova campagna di ricerca e la affidò all'ingegnere Roque Joachim de Alcubierre, al quale successe nel 1780 l'architetto Francesco La Vega, all'opera ivi sin dal 1764. Vennero rinvenuti importanti manufatti e opere architettoniche nei posti dove il terreno lasciava intravedere delle porzioni sporgenti, e così vennero riportati alla luce l'anfiteatro romano di Pompei, dei Praedia di Iulia Felix e la via dei Sepolcri, con la relativa Porta Ercolano. Grazie alle intuizioni di Francesco La Vega si voltò tuttavia ben presto pagina nella storia, tentando di dare organicità alle ricerche per arrivare a rendere visitabile almeno una parte della città. Si scavò lungo la direttrice di via dei Sepolcri dove si rinvenne la Villa di Diomede, e numerose altre abitazioni come la Casa del Chirurgo. Nell'area a sud nel 1764 si dette ascolto alle ipotesi dell'Alcubierre che avevano portato alla scoperta del Teatro Grande, allargandosi proprio in posizione di Porta Ercolano. Gli scavi furono coronati dal successo del rinvenimento dell'Odeion, della caserma dei Gladiatori, del Foro Triangolare e del Tempio di Iside; tali scoperte influenzarono notevolmente il mondo contemporaneo. Le campagne durarono anche nel periodo napoleonico e risorgimentale, fino a oggi.

## Dall'Unità d'Italia alla seconda guerra mondiale

### Dall'arrivo di Garibaldi a Napoli al brigantaggio

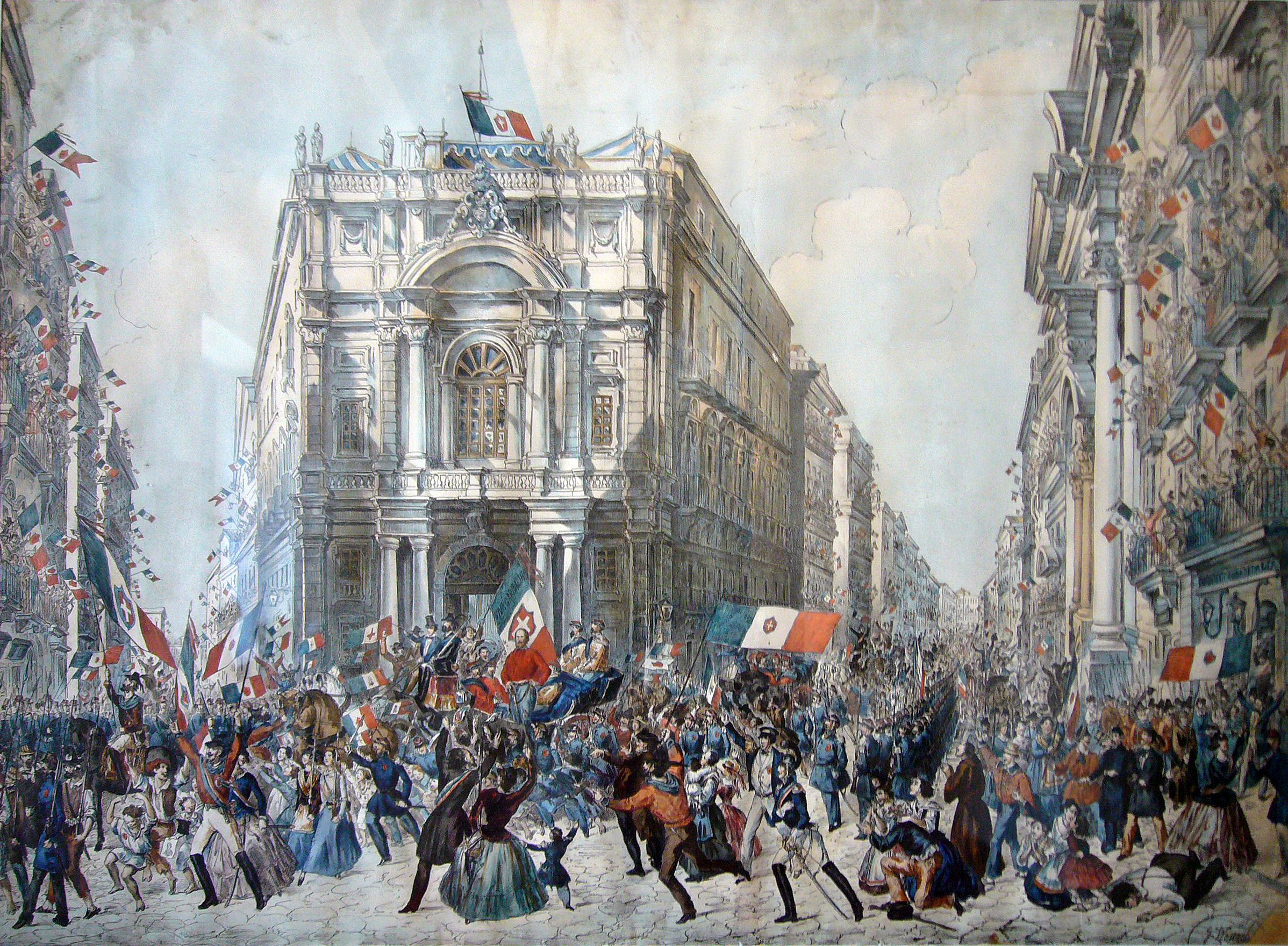
Ingresso di Garibaldi a Napoli il 7 settembre 1860, dipinto di Franz Wenzel Schwarz.

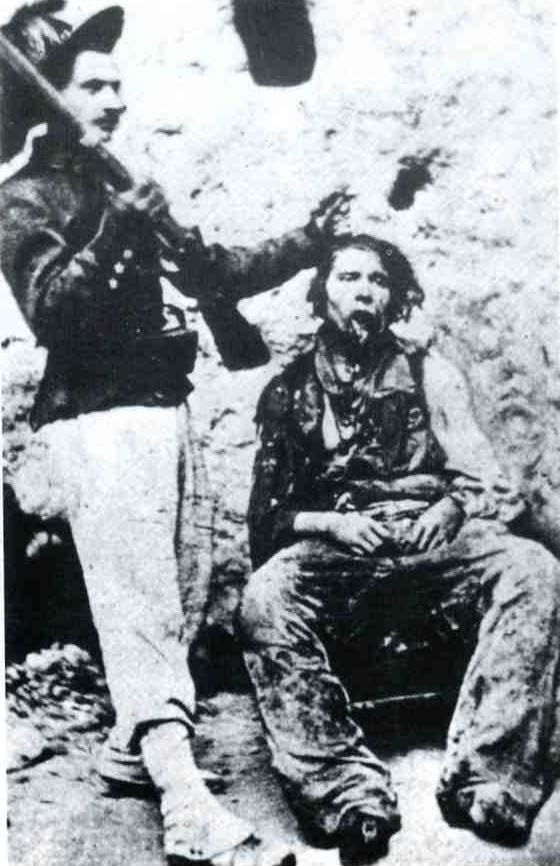
Un bersagliere espone il corpo del brigante Nicola Napolitano (1863).

Con la proclamazione dell'Unità d'Italia il 17 marzo 1861 ebbe fine il dominio borbonico, iniziato nel 1734 con la conquista da parte di Carlo III di Spagna del Regno di Napoli e del Regno di Sicilia, uniti poi nel Regno delle Due Sicilie nel 1816, come già detto.
Francesco II delle Due Sicilie, appena salito al trono per la morte prematura di suo padre Ferdinando II, fu deposto da suo cugino Vittorio Emanuele II che, dopo un'iniziale amicizia, conquistò il regno, con l'aiuto dell'esercito dei Mille di Giuseppe Garibaldi e di volontari, portando a termine l'unificazione nazionale. Garibaldi, arrivato il 7 settembre 1860 a Napoli, fu accolto trionfalmente; il prefetto Liborio Romano mise a capo della polizia Salvatore De Crescenzo (alias "Tor 'e Crescienzo"), a cui fu affidato l'ordine pubblico e la supervisione del plebiscito di annessione, che si svolse il 21 ottobre e decretò l'annessione della regione al nascente Regno d'Italia.

Dopo l'Unità, nella regione dilagarono moti di opposizione al nuovo Stato, dovuti allo scontento per la nuova politica nazionale e in parte appoggiati dal vicino Stato della Chiesa, noti come brigantaggio postunitario, dove bande di uomini semplici o ex soldati e generali si organizzavano per scorribande nei centri, commettendo spesso violenze verso i civili. Le scorrerie dilaganti richiesero l'intervento dell'esercito, che non mancò di accanirsi con particolare violenza nella repressione, come nei massacri di Montefalcione, Pontelandolfo e Casalduni, i cui fautori furono Nino Bixio ed Enrico Cialdini.

Negli anni '80 del XIX secolo il governo italiano guidato da Agostino Depretis effettuò interventi di risanamento a Napoli per rimodernarla; anche se l'opera ebbe ricadute in speculazioni edilizie, la città durante la cosiddetta "Belle Époque" di fine '800 tornò a essere un grande salotto culturale e sociale europeo, nonché il principale centro economico del meridione d'Italia.

### Il Novecento e la seconda guerra mondiale
La ripresa iniziata nel secolo precedente portò fece sì che il turismo da parte dell'alta borghesia si sviluppasse in città e nelle località costiere circostanti fino a Sorrento, nella costiera amalfitana e alle isole di Ischia e Capri.
Durante il fascismo nel 1927 furono ricostituite le province amministrative dell'Italia, e la Campania vide abolita la sub-regione di "Terra di Lavoro", con la costituzione della provincia di Caserta, mentre la parte dell'isernino volturnense legata alla Campania storicamente finì nella provincia di Campobasso, nella regione "Abruzzi e Molise". Il fascismo dal punto di vista di propaganda si fece sentire negli anni '30, con la costruzione di numerosi edifici nel centro e nella periferia di Napoli (caso emblematico è l'edificazione della Mostra d'Oltremare): in questo periodo venne inoltre inaugurato nel capoluogo partenopeo il primo passante ferroviario urbano d'Italia.

Macerie di bombardamenti del 1943.

La Campania fu coinvolta in toto nel livello collettivo, nel grande evento della seconda guerra mondiale, dopo l'armistizio dell'8 settembre 1943. La città di Napoli, come tutte le altre principali di Salerno, Benevento, Caserta e Avellino furono occupate dai nazisti. Gli angloamericani, per provocare un rivolgimento interno nelle città, le sottoponevano a incessanti bombardamenti aerei. Proprio per questo Napoli durante la seconda guerra si trovò a essere un obiettivo strategico di grande importanza. Il porto di Napoli era di fatto un capolinea della rotte marittime verso l'Africa, oltre a essere uno dei principali centri industriali del paese.
Il primo bombardamento ci fu prima dell'armistizio, nel 1 novembre 1940, e fu la città maggiormente danneggiata di tutta la penisola dall'inizio alla fine della guerra. Ben 24.000 bombe furono sganciate in 150 incursioni aeree, che provocarono oltre 22.000 morti, distruggendo 252.000 vani, pari al 40% del patrimonio artistico partenopeo. I primi obiettivi furono il porto e le navi, dei rioni Granili, San Giovanni a Teduccio e a occidente Bagnoli e Pozzuoli. L'incursione seguente si ebbe l'8 gennaio 1941 e produsse danni anche nella zona di Corso Lucci e Borgo Loreto; tra le seguenti importante fu l'incursione inglese del 10 luglio, che distrusse la raffineria di via delle Brecce e quella del 9-11 novembre che ebbero per bersaglio la stazione ferroviaria, il porto e le fabbriche.

Nel 1942 ci furono sei incursioni, tuttavia proprio la parte conclusiva dell'anno vide un deciso cambio di strategia nella guerra aerea alleata: in pratica si passò dal bombardamento strategico degli obiettivi militari alle infrastrutture e agli impianti industriali, ai bombardamenti a tappeto con artiglieria pesante in tutte le zone della città, con molte più vittime civili; lo scopo era specialmente di fiaccare il morale civile e di far esplodere una rivolta contro i nazisti. Con tali incursioni gran parte del patrimonio storico artistico, come palazzi e chiese andarono danneggiati seriamente.
Il 27 settembre 1943 incominciarono le "quattro giornate di Napoli", un episodio eroico unico della storia italiana; per quattro giorni dal 17 al 30 settembre, i napoletani insorsero contro i tedeschi da soli per liberare la città dall'occupazione. Combatterono per le strade della città con armi trovate con espedienti, ma anche mobili, materassi, vasche e sassi che venivano gettati dai balconi per sbarrare la strada alle truppe tedesche. La popolazione civile era dell'estrazione sociale più svariata, dai professori ai negozianti, dalle donne ai bambini. Le quattro giornate valsero alla città il conferimento della Medaglia d'Oro al Valor Militare.

## Dal dopoguerra al periodo contemporaneo
Nel dopoguerra la Campania fece parte del gruppo di regioni meridionali dove si sviluppò maggiormente il fenomeno dell'emigrazione all'estero e al nord, dopo l'annessione alla Repubblica Italiana nel 1946, nonostante le preferenze per la restaurazione del regno. Negli anni '50'60 anche la Campania fu investita dal mito del miracolo economico, anche se con casi di forte speculazione edilizia nell'esempio di Napoli, raccontata dal film di Francesco Rosi Le mani sulla città.
Allo sviluppo sempre più dilagante della camorra, nel 1980 si scatenò il terribile terremoto dell'Irpinia del 23 novembre, di magnitudo 6.9 della scala Richter, che distrusse interi comuni, come Conza della Campania e Torella dei Lombardi. I danni si ebbero anche nei maggiori capoluoghi provinciali della regione, e anche a Napoli.
Nel 1994 infine incominciò la crisi dei rifiuti in Campania, e l'intera regione è versata in uno stato di emergenza relativo allo smaltimento ordinario del rifiuti soliti urbani. Tale emergenza è cessata grazie alla legge del Governo del 17 dicembre 2009, dopo oltre 15 anni.
A partire dalla fine del primo decennio del nuovo millennio, Napoli sta vivendo un forte sviluppo culturale, e di riappropriazione della propria identità storico-culturale; il suo simbolo è la nascita del Polo Universitario dell'Università Napoletana presso il rione degradato di San Giovanni a Teduccio nel 2016.